# بروك ثييس
بروك ثييس (بالإنجليزية: Brooke Theiss)‏ هي ممثلة أمريكية، ولدت في 23 أكتوبر 1969 في الولايات المتحدة.

## أعمال

### أفلام
- (2004) المرأة القطة[4][5]

## وصلات خارجية
- بروك ثييس على موقع IMDb (الإنجليزية)
- بروك ثييس على موقع ألو سيني (الفرنسية)
- بروك ثييس على موقع أول موفي (الإنجليزية)
- بروك ثييس على موقع قاعدة بيانات الأفلام السويدية (السويدية)
- بروك ثييس على موقع قاعدة بيانات الفيلم (الإنجليزية)
- بروك ثييس على موقع كينوبويسك (الروسية)